# Luna Park
Luna Park é uma casa de eventos localizada em Buenos Aires, Argentina, com capacidade para até 12 000 pessoas.

## História
Construído no lugar do antigo parque de diversões com o mesmo nome, é conhecido por ser um local para eventos esportivos (principalmente boxe) e shows musicais.
Construída entre 1931 e 1934 e inaugurada neste último ano, já recebeu personalidades internacionais como Papa João Paulo II, Daniela Mercury, Julio Iglesias, Frank Sinatra, Luciano Pavarotti, Oasis, Deep Purple, apresentações de ballet, tênis, vôlei e os Harlem Globetrotters, e muitos mais.
Em 6 de junho de 1964, o pugilista brasileiro Fernando Barreto tornou-se campeão sul-americano dos Peso-Médios ao derrotar o argentino Hector Mora, no Luna Park.
Importantes competições de basquete foram organizadas pela arena, como o Campeonato Mundial FIBA 1950, a fase final da década de 1990 do FIBA World Championship, em 1990 o Campeonato Mundial FIBA, o Mundial Interclubes de 1976 em que o Real Madrid ganhou a competição. Além recebeu Campeonato Mundial de Vôlei Masculino de 1982 e o de 2002, este último vencido pelo Brasil.
O Luna Park era propriedade do empresário argentino Juan Carlos Lectoure ("Tito" Lectoure) que ao falecer em fevereiro de 2013, deixou a propriedade para a Caritas e a Congregação salesiana organizações pertencentes a Igreja Católica.

## Shows
- Teen Angels
- Ha*Ash
- Belinda Peregrín
- Tarja Turunen
- Roxette
- Frank Sinatra
- Luis Miguel
- Liza Minnelli
- Ray Charles
- Ray Conniff
- BB King
- Eros Ramazzotti
- Jeff Beck
- Björk
- INXS
- Deep Purple
- Erasure
- Alanis Morissette
- Red Hot Chili Peppers
- Pet Shop Boys
- Chrissie Hynde
- James Brown
- Placebo
- Diana Krall
- Bryan Adams
- Franz Ferdinand
- Lily Allen
- Luciano Pavarotti
- José Carreras
- Andrea Bocelli
- Norah Jones
- Arctic Monkeys
- Incubus
- Il Divo
- Deftones
- Nelly Furtado
- Lalo Schifrin
- Megadeth
- Alpha Blondy
- Manu Chao
- Nine Inch Nails
- The White Stripes
- Faithless
- Whitesnake
- Shakira
- A-ha
- Joss Stone
- Quiet Riot
- The Cranberries
- Dizzee Rascal
- The Wailers
- Maroon 5
- Selo
- Cyndi Lauper
- Boy George
- Michael Bolton
- Eddy Grant
- Korn
- Mark Knopfler
- Dream Theater
- Robin Gibb, entre outros.

| País                                                                         | Artista                   | Data                    | Evento                            | Observações                                                      |
| ---------------------------------------------------------------------------- | ------------------------- | ----------------------- | --------------------------------- | ---------------------------------------------------------------- |
| Argentina                                                                    | Abel Pintos               | 10 de agosto de 2013    | Un Sol para los Chicos            | [ 5 ]                                                            |
| Argentina                                                                    | Abel Pintos               | 9 de agosto de 2014     | Radio Disney Vivo                 | [ 6 ]                                                            |
| Argentina                                                                    | Abel Pintos               | 13 de agosto de 2016    | Un Sol para los Chicos            | [ 7 ]                                                            |
| Argentina                                                                    | Agapornis                 | 16 de agosto de 2014    | Un Sol para los Chicos            | [ 8 ]                                                            |
| Brasil                                                                       | Alexandre Pires           | 20 de maio de 2018      | Mi Corazón Latino Tour            | [ 9 ]                                                            |
| México                                                                       | Anahí                     | 5 de dezembro de 2009   | Mi Delirio World Tour             | [ 10 ]                                                           |
| México                                                                       | Anahí                     | 1 de dezembro de 2010   | LG Mobile World Cup               | [ 11 ]                                                           |
| Argentina                                                                    | Axel                      | 7 de agosto de 2011     | Un Sol para los Chicos            | [ 12 ]                                                           |
| Argentina                                                                    | Axel                      | 10 de agosto de 2013    | Un Sol para los Chicos            | [ 5 ]                                                            |
| Argentina                                                                    | Axel                      | 9 de agosto de 2014     | Radio Disney Vivo                 | [ 6 ]                                                            |
| Argentina                                                                    | Axel                      | 16 de agosto de 2014    | Un Sol para los Chicos            | [ 8 ]                                                            |
| Argentina                                                                    | Axel                      | 13 de agosto de 2016    | Un Sol para los Chicos            | [ 7 ]                                                            |
| Chile                                                                        | Beto Cuevas               | 12 de agosto de 2012    | Un Sol para los Chicos            | [ 13 ]                                                           |
| Colômbia                                                                     | Cali y El Dandee          | 10 de agosto de 2013    | Un Sol para los Chicos            | [ 5 ]                                                            |
| México                                                                       | Camila                    | 9 de agosto de 2014     | Radio Disney Vivo                 | [ 6 ]                                                            |
| Venezuela                                                                    | Carlos Baute              | 3 de novembro de 2011   | Radio Disney Vivo                 | [ 14 ]                                                           |
| Argentina                                                                    | Chaqueño Palavecino       | 12 de agosto de 2012    | Un Sol para los Chicos            | [ 13 ]                                                           |
| Venezuela                                                                    | Chino & Nacho             | 9 de novembro de 2012   | Radio Disney Vivo                 | [ 15 ]                                                           |
| Estados Unidos · Cuba · República Dominicana · Equador · México · Porto Rico | CNCO                      | 26 de maio de 2017      | Más Allá Tour                     | 17:30 e 21:30                                                    |
| Estados Unidos · Cuba · República Dominicana · Equador · México · Porto Rico | CNCO                      | 28 de maio de 2017      | Más Allá Tour                     | 17:00 e 20:30                                                    |
| Estados Unidos · Cuba · República Dominicana · Equador · México · Porto Rico | CNCO                      | 26 de maio de 2018      | Radio Disney Vivo                 | [ 17 ]                                                           |
| Argentina                                                                    | Coti                      | 10 de agosto de 2013    | Un Sol para los Chicos            | [ 5 ]                                                            |
| Brasil                                                                       | Daniela Mercury           | 12 de setembro de 2009  | Canibália                         | [ 18 ]                                                           |
| Espanha                                                                      | David Bisbal              | 7 de agosto de 2011     | Un Sol para los Chicos            | [ 12 ]                                                           |
| Espanha                                                                      | David Bisbal              | 26 de maio de 2018      | Radio Disney Vivo                 | [ 17 ]                                                           |
| Estados Unidos                                                               | Demi Lovato               | 6 de maio de 2014       | The Neon Lights Tour              | Abertura: The Rosso Sisters                                      |
| Argentina                                                                    | Diego Torres              | 1 de agosto de 2002     | Tour Un Mundo Diferente           | [ 20 ]                                                           |
| Argentina                                                                    | Diego Torres              | 2 de agosto de 2002     | Tour Un Mundo Diferente           | [ 20 ]                                                           |
| Argentina                                                                    | Diego Torres              | 3 de agosto de 2002     | Tour Un Mundo Diferente           | [ 20 ]                                                           |
| Argentina                                                                    | Diego Torres              | 5 de agosto de 2002     | Tour Un Mundo Diferente           | [ 20 ]                                                           |
| Argentina                                                                    | Diego Torres              | 26 de outubro de 2002   | Tour Un Mundo Diferente           | [ 21 ]                                                           |
| Argentina                                                                    | Diego Torres              | 27 de outubro de 2002   | Tour Un Mundo Diferente           | [ 21 ]                                                           |
| Argentina                                                                    | Diego Torres              | 6 de novembro de 2002   | Tour Un Mundo Diferente           | [ 22 ]                                                           |
| Argentina                                                                    | Diego Torres              | 7 de agosto de 2011     | Un Sol para los Chicos            | [ 12 ]                                                           |
| Argentina                                                                    | Diego Torres              | 26 de maio de 2018      | Radio Disney Vivo                 | [ 17 ]                                                           |
| Espanha                                                                      | Enrique Iglesias          | 3 de maio de 2008       | Insomniac World Tour              | [ 23 ]                                                           |
| Espanha                                                                      | Enrique Iglesias          | 22 de maio de 2014      | Sex and Love Tour                 | [ 24 ]                                                           |
| Espanha                                                                      | Enrique Iglesias          | 23 de maio de 2014      | Sex and Love Tour                 | [ 24 ]                                                           |
| Venezuela                                                                    | Franco De Vita            | 7 de agosto de 2011     | Un Sol para los Chicos            | [ 12 ]                                                           |
| México                                                                       | Ha*Ash                    | 13 de maio de 2016      | Radio Disney Vivo                 | [ 25 ]                                                           |
| México                                                                       | Ha*Ash                    | 1 de julho de 2017      | Festival Cómplices                | [ 26 ]                                                           |
| Espanha                                                                      | Ismael Serrano            | 12 de agosto de 2012    | Un Sol para los Chicos            | [ 13 ]                                                           |
| Brasil                                                                       | Ivete Sangalo             | 10 de agosto de 2012    | Turnê Internacional 2012          | [ 27 ]                                                           |
| Brasil                                                                       | Ivete Sangalo             | 15 de março de 2013     | Turnê Real Fantasia               | [ 28 ]                                                           |
| Colômbia                                                                     | J Balvin                  | 19 de dezembro de 2015  | La Familia Tour                   | [ 29 ]                                                           |
| Colômbia                                                                     | J Balvin                  | 10 de agosto de 2017    | Energía Tour                      | Abertura: Karol G                                                |
| Colômbia                                                                     | J Balvin                  | 24 de novembro de 2018  | Vibras Tour                       | Participação: Anitta                                             |
| Reino Unido                                                                  | Jamiroquai                | 27 de agosto de 1999    | Synkronized Tour                  | [ 32 ]                                                           |
| Reino Unido                                                                  | Jamiroquai                | 28 de agosto de 1999    | Synkronized Tour                  | [ 32 ]                                                           |
| França                                                                       | Jean Michel Jarre         | 22 de março de 2018     | Electronica Tour                  | [ 33 ]                                                           |
| México                                                                       | Jesse & Joy               | 9 de novembro de 2012   | Radio Disney Vivo                 | [ 15 ]                                                           |
| Reino Unido                                                                  | Jessie J                  | 1 de outubro de 2019    | The Lasty Tour                    | Participação: Tini                                               |
| Espanha                                                                      | La Oreja de Van Gogh      | 16 de agosto de 2014    | Un Sol para los Chicos            | [ 8 ]                                                            |
| Argentina                                                                    | Lali                      | 16 de agosto de 2014    | Un Sol para los Chicos            | [ 8 ]                                                            |
| Argentina                                                                    | Lali                      | 5 de dezembro de 2015   | Esperanza mía - El musical        | 17:00 e 20:00                                                    |
| Argentina                                                                    | Lali                      | 6 de dezembro de 2015   | Esperanza mía - El musical        | 17:00 e 20:00                                                    |
| Argentina                                                                    | Lali                      | 7 de dezembro de 2015   | Esperanza mía - El musical        | 17:00 e 20:00                                                    |
| Argentina                                                                    | Lali                      | 18 de março de 2016     | A Bailar Tour                     | [ 36 ]                                                           |
| Argentina                                                                    | Lali                      | 19 de março de 2016     | A Bailar Tour                     | [ 36 ]                                                           |
| Argentina                                                                    | Lali                      | 13 de maio de 2016      | Radio Disney Vivo                 | [ 25 ]                                                           |
| Argentina                                                                    | Lali                      | 13 de agosto de 2016    | Un Sol para los Chicos            | [ 7 ]                                                            |
| Argentina                                                                    | Lali                      | 3 de novembro de 2017   | Lali En Vivo                      | [ 37 ]                                                           |
| Argentina                                                                    | Lali                      | 10 de novembro de 2017  | Lali En Vivo                      |                                                                  |
| Argentina                                                                    | Lali                      | 23 de agosto de 2018    | Brava Tour                        | Participações: Pabllo Vittar e Mau y Ricky                       |
| Argentina                                                                    | Lali                      | 24 de agosto de 2018    | Brava Tour                        | Participações: Pabllo Vittar e Mau y Ricky                       |
| Argentina                                                                    | Los Auténticos Decadentes | 7 de agosto de 2011     | Un Sol para los Chicos            | [ 12 ]                                                           |
| Argentina                                                                    | Luciano Pereyra           | 13 de agosto de 2016    | Un Sol para los Chicos            | [ 7 ]                                                            |
| Porto Rico                                                                   | Luis Fonsi                | 2 de setembro de 2004   | Tour Abrazar la Vida              | [ 39 ]                                                           |
| Porto Rico                                                                   | Luis Fonsi                | 30 de junho de 2006     | Paso a Paso Tour                  | [ 40 ]                                                           |
| Porto Rico                                                                   | Luis Fonsi                | 9 de setembro de 2009   | Palabras del Silencio Tour        | [ 41 ]                                                           |
| Porto Rico                                                                   | Luis Fonsi                | 6 de março de 2010      | Palabras del Silencio Tour        | [ 42 ]                                                           |
| Porto Rico                                                                   | Luis Fonsi                | 7 de agosto de 2011     | Un Sol para los Chicos            | [ 12 ]                                                           |
| Porto Rico                                                                   | Luis Fonsi                | 17 de novembro de 2011  | Tierra Firme Tour                 | [ 43 ]                                                           |
| Porto Rico                                                                   | Luis Fonsi                | 18 de novembro de 2011  | Tierra Firme Tour                 | [ 43 ]                                                           |
| Porto Rico                                                                   | Luis Fonsi                | 2 de dezembro de 2011   | Tierra Firme Tour                 | [ 44 ]                                                           |
| Porto Rico                                                                   | Luis Fonsi                | 12 de agosto de 2012    | Un Sol para los Chicos            | [ 13 ]                                                           |
| Porto Rico                                                                   | Luis Fonsi                | 16 de agosto de 2014    | Un Sol para los Chicos            | [ 8 ]                                                            |
| Porto Rico                                                                   | Luis Fonsi                | 10 de outubro de 2014   | Somos Uno Tour                    | [ 45 ]                                                           |
| Porto Rico                                                                   | Luis Fonsi                | 18 de outubro de 2015   | Somos Uno Tour                    | [ 46 ]                                                           |
| Porto Rico                                                                   | Luis Fonsi                | 1 de setembro de 2017   | Love + Dance World Tour           | [ 47 ]                                                           |
| Porto Rico                                                                   | Luis Fonsi                | 2 de setembro de 2017   | Love + Dance World Tour           | [ 47 ]                                                           |
| Porto Rico                                                                   | Luis Fonsi                | 3 de setembro de 2017   | Love + Dance World Tour           | [ 47 ]                                                           |
| Porto Rico                                                                   | Luis Fonsi                | 31 de outubro de 2019   | Vida World Tour                   | [ 48 ]                                                           |
| Espanha                                                                      | Malú                      | 1 de julho de 2017      | Festival Cómplices                | [ 26 ]                                                           |
| Argentina                                                                    | Marcela Morelo            | 12 de agosto de 2012    | Un Sol para los Chicos            | [ 13 ]                                                           |
| México                                                                       | Marco Antonio Solís       | 27 de março de 2009     | No Molestar Tour                  | [ 49 ]                                                           |
| México                                                                       | Marco Antonio Solís       | 28 de março de 2009     | No Molestar Tour                  | [ 49 ]                                                           |
| México                                                                       | Marco Antonio Solís       | 1 de abril de 2009      | No Molestar Tour                  | [ 49 ]                                                           |
| México                                                                       | Marco Antonio Solís       | 2 de abril de 2009      | No Molestar Tour                  | [ 49 ]                                                           |
| Estados Unidos                                                               | Maroon 5                  | 11 de novembro de 2008  | It Won't Be Soon Before Long Tour | [ 50 ]                                                           |
| República da Irlanda                                                         | Niall Horan               | 6 de julho de 2018      | Flicker World Tour                | Abertura: Maren Morris                                           |
| Colômbia                                                                     | Piso 21                   | 26 de maio de 2018      | Radio Disney Vivo                 | [ 17 ]                                                           |
| México                                                                       | RBD                       | 7 de novembro de 2008   | Tour del Adiós                    | [ 52 ]                                                           |
| México                                                                       | Reik                      | 7 de agosto de 2011     | Un Sol para los Chicos            | [ 53 ]                                                           |
| México                                                                       | Reik                      | 3 de novembro de 2011   | Radio Disney Vivo                 | [ 14 ]                                                           |
| México                                                                       | Reik                      | 9 de agosto de 2012     | Tour Peligro                      | [ 54 ]                                                           |
| México                                                                       | Reik                      | 8 de julho de 2014      | Tour Peligro                      | [ 55 ]                                                           |
| México                                                                       | Reik                      | 1 de julho de 2017      | Festival Cómplices                | [ 26 ]                                                           |
| México                                                                       | Reik                      | 31 de agosto de 2019    | Tour 2018/19                      | [ 56 ]                                                           |
| Brasil                                                                       | Restart                   | 3 de novembro de 2011   | Radio Disney Vivo                 | [ 14 ]                                                           |
| Argentina · Venezuela                                                        | Ricardo Montaner          | 12 de agosto de 2012    | Un Sol para los Chicos            | [ 13 ]                                                           |
| Argentina · Venezuela                                                        | Ricardo Montaner          | 10 de agosto de 2013    | Un Sol para los Chicos            | [ 5 ]                                                            |
| Porto Rico                                                                   | Ricky Martin              | 6 de dezembro de 2005   | One Night Only with Ricky Martin  | [ 57 ]                                                           |
| México                                                                       | Río Roma                  | 13 de maio de 2016      | Radio Disney Vivo                 | [ 25 ]                                                           |
| Brasil                                                                       | Rita Lee                  | 23 de novembro de 2002  | Bossa'n Beatles                   | [ 58 ]                                                           |
| Argentina                                                                    | Rock Bones                | 9 de novembro de 2012   | Radio Disney Vivo                 | [ 15 ]                                                           |
| Colômbia                                                                     | Sebastian Yatra           | 26 de maio de 2018      | Radio Disney Vivo                 | [ 17 ]                                                           |
| Estados Unidos                                                               | Sonus                     | 9 de agosto de 2014     | Radio Disney Vivo                 | [ 6 ]                                                            |
| Argentina                                                                    | Soy Luna                  | 13 de maio de 2016      | Radio Disney Vivo                 | [ 25 ]                                                           |
| Argentina                                                                    | Soy Luna                  | 15 de junho de 2018     | Soy Luna en vivo                  | [ 59 ]                                                           |
| Argentina                                                                    | Soy Luna                  | 16 de junho de 2018     | Soy Luna en vivo                  | 15:00 e 18:30                                                    |
| Argentina                                                                    | Soy Luna                  | 17 de junho de 2018     | Soy Luna en vivo                  | 15:00 e 18:30                                                    |
| Argentina                                                                    | Soy Luna                  | 19 de junho de 2018     | Soy Luna en vivo                  |                                                                  |
| Argentina                                                                    | Soy Luna                  | 20 de junho de 2018     | Soy Luna en vivo                  | 15:00 e 18:30                                                    |
| Argentina                                                                    | Soy Luna                  | 21 de junho de 2018     | Soy Luna en vivo                  |                                                                  |
| Argentina                                                                    | Soy Luna                  | 22 de junho de 2018     | Soy Luna en vivo                  |                                                                  |
| Argentina                                                                    | Soy Luna                  | 23 de junho de 2018     | Soy Luna en vivo                  | 15:00 e 18:30                                                    |
| Argentina                                                                    | Soy Luna                  | 24 de junho de 2018     | Soy Luna en vivo                  | 15:00 e 18:30                                                    |
| Argentina                                                                    | Soy Luna                  | 17 de novembro de 2018  | Soy Luna en vivo                  | [ 60 ]                                                           |
| Argentina                                                                    | Soy Luna                  | 18 de novembro de 2018  | Soy Luna en vivo                  | [ 60 ]                                                           |
| Argentina                                                                    | Soy Luna                  | 19 de novembro de 2018  | Soy Luna en vivo                  | [ 60 ]                                                           |
| Argentina                                                                    | Tan Biónica               | 3 de novembro de 2011   | Radio Disney Vivo                 | [ 14 ]                                                           |
| Argentina                                                                    | Teen Angels               | 7 de agosto de 2011     | Un Sol para los Chicos            | [ 12 ]                                                           |
| Argentina                                                                    | Teen Angels               | 12 de agosto de 2012    | Un Sol para los Chicos            | [ 13 ]                                                           |
| México                                                                       | Thalía                    | 15 de maio de 1998      | Amor a la Mexicana                | [ 61 ]                                                           |
| México                                                                       | Thalía                    | 16 de maio de 1998      | Amor a la Mexicana                | [ 61 ]                                                           |
| México                                                                       | Thalía                    | 17 de maio de 1998      | Amor a la Mexicana                | [ 61 ]                                                           |
| Argentina                                                                    | TINI                      | 26 de maio de 2018      | Radio Disney Vivo                 | [ 17 ]                                                           |
| Argentina                                                                    | TINI                      | 13 de dezembro de 2018  | Quiero Volver Tour                | [ 62 ]                                                           |
| Argentina                                                                    | TINI                      | 18 de outubro de 2019   | Quiero Volver Tour                | 19:00 e 22:00 Participações: Sebastian Yatra, Cami e Lalo Ebratt |
| Argentina                                                                    | TINI                      | 26 de outubro de 2019   | Quiero Volver Tour                | 19:00 e 22:00 Participação: Danny Ocean                          |
| Argentina                                                                    | TINI                      | 28 de novembro de 2019  | Quiero Volver Tour                | Participação: Sebastian Yatra                                    |
| Argentina                                                                    | TINI                      | 29 de novembro de 2019  | Quiero Volver Tour                | Participação: Sebastian Yatra                                    |
| Argentina                                                                    | TINI                      | 3 de dezembro de 2019   | Quiero Volver Tour                | [ 64 ]                                                           |
| Argentina                                                                    | TINI                      | 5 de dezembro de 2019   | Quiero Volver Tour                | [ 64 ]                                                           |
| Argentina                                                                    | Violetta                  | 9 de novembro de 2012   | Radio Disney Vivo                 | [ 15 ]                                                           |
| Argentina                                                                    | Violetta                  | 10 de agosto de 2013    | Un Sol para los Chicos            | [ 5 ]                                                            |
| Argentina                                                                    | Violetta                  | 28 de fevereiro de 2014 | Violetta En Vivo                  | 16:00 e 20:00                                                    |
| Argentina                                                                    | Violetta                  | 1 de março de 2014      | Violetta En Vivo                  | 16:00 e 20:00                                                    |
| Argentina                                                                    | Violetta                  | 2 de março de 2014      | Violetta En Vivo                  | 16:00 e 20:00                                                    |
| Argentina                                                                    | Violetta                  | 3 de março de 2014      | Violetta En Vivo                  | 16:00 e 20:00                                                    |
| Argentina                                                                    | Violetta                  | 4 de março de 2014      | Violetta En Vivo                  | 16:00 e 20:00                                                    |